# Simon Oakland
Simon Oakland, pseudonimo di Simon Weiss (New York, 28 agosto 1915 – Cathedral City, 29 agosto 1983), è stato un attore e violinista statunitense.

## Biografia
Simon Oakland iniziò la sua carriera come violinista, e solo alla fine degli anni quaranta intraprese la professione di attore. Dopo una lunga serie di ruoli a Broadway, con molti successi quali Light Up the Sky, The Shrike e Inherit the Wind, fece il suo debutto cinematografico con il ruolo di un giornalista duro ma compassionevole nel melodramma Non voglio morire (1958).
Tra gli altri ruoli cinematografici di rilievo, da ricordare quello dello psichiatra Fred Richmond nel film Psyco (1960) di Alfred Hitchcock, e quello del tenente Schrank nel musical West Side Story (1961). Numerosissime le sue partecipazioni in celebri serie televisive statunitensi. Morì nel 1983, dopo una lunga battaglia contro il cancro, all'età di 68 anni.

## Filmografia

### Cinema
- Non voglio morire (I Want to Live!), regia di Robert Wise (1958)
- Karamazov (The Brothers Karamazov), regia di Richard Brooks (1958)
- Jack Diamond gangster (The Rise and Fall of Legs Diamond), regia di Budd Boetticher (1960)
- Chi era quella signora? (Who Was That Lady?), regia di George Sidney (1960)
- Psyco (Psycho), regia di Alfred Hitchcock (1960)
- Sindacato assassini (Murder, Inc.), regia di Burt Balaban e Stuart Rosenberg (1960)
- West Side Story, regia di Robert Wise e Jerome Robbins (1961)
- Third of a Man, regia di Robert Lewin (1962)
- Lo sceriffo scalzo (Follow That Dream), regia di Gordon Douglas (1962)
- Le avventure di un giovane (Hemingway's Adventures of a Young Man), regia di Martin Ritt (1962)
- Il muro dei dollari (Wall of Noise), regia di Richard Wilson (1963)
- I temerari del West (The Raiders), regia di Herschel Daugherty (1963)
- Stazione 3: top secret (The Satan Bug), regia di John Sturges (1965)
- I dominatori della prateria (The Plainsman), regia di David Lowell Rich (1966)
- Quelli della San Pablo (The Sand Pebbles), regia di Robert Wise (1966)
- La tigre in corpo (Chubasco), regia di Allen H. Miner (1967)
- L'investigatore (Tony Rome), regia di Gordon Douglas (1967)
- Bullitt, regia di Peter Yates (1968)
- L'amica delle 5 ½ (On a Clear Day You Can See Forever), regia di Vincente Minnelli (1970)
- L'ultimo eroe del West (Scandalous John), regia di Robert Butler (1971)
- Il giorno dei lunghi fucili (The Hunting Party), regia di Don Medford (1971)
- Chato (Chato's Land), regia di Michael Winner (1972)
- L'imperatore del Nord (Emperor of the North Pole), regia di Robert Aldrich (1973)
- Happy Mother's Day, Love George, regia di Darren McGavin (1973)

### Televisione
- I segreti della metropoli (Big Town) – serie TV, episodio 1x37 (1951)
- The Alcoa Hour – serie TV, episodio 1x09 (1956)
- Goodyear Television Playhouse – serie TV, episodio 5x10 (1956)
- Sheriff of Cochise – serie TV, episodio 1x07 (1956)
- Una donna poliziotto (Decoy) – serie TV, episodi 1x05-1x24 (1957-1958)
- Producers' Showcase – serie TV, episodio 3x09 (1957)
- Have Gun - Will Travel – serie TV, episodio 1x39 (1958)
- Kraft Television Theatre – serie TV, 4 episodi (1956-1958)
- The Third Man – serie TV, episodio 1x02 (1959)
- The Ten Commandments – film TV (1959)
- Black Saddle – serie TV, episodio 1x11 (1959)
- La città in controluce (The Naked City) – serie TV, episodio 1x34 (1959)
- Brenner – serie TV, episodio 1x09 (1959)
- Tightrope – serie TV, episodio 1x05 (1959)
- The Alaskans – serie TV, episodio 1x10 (1959)
- Men Into Space – serie TV, episodio 1x13 (1959)
- Unsolved – film TV (1960)
- Captain David Grief – serie TV, episodio 2x11 (1960)
- I detectives (The Detectives) – serie TV, episodio 1x18 (1960)
- Bronco – serie TV, episodio 2x12 (1960)
- Laramie – serie TV, episodio 1x25 (1960)
- I racconti del West (Dick Powell's Zane Grey Theater) – serie TV, episodi 4x11-4x25 (1959-1960)
- Armstrong Circle Theatre – serie TV, episodi 8x07-9x09-10x18 (1957-1960)
- General Electric Theater – serie TV, episodio 9x22 (1961)
- Outlaws – serie TV, episodio 1x17 (1961)
- Scacco matto (Checkmate) – serie TV, episodio 1x28 (1961)
- Perry Mason – serie TV, episodi 3x12-4x25 (1960-1961)
- The New Breed – serie TV, episodio 1x04 (1961)
- Follow the Sun – serie TV, episodio 1x13 (1961)
- Route 66 – serie TV, episodio 2x14 (1962)
- Bus Stop – serie TV, episodio 1x16 (1962)
- Tales of Wells Fargo – serie TV, episodio 6x20 (1962)
- Avventure in paradiso (Adventures in Paradise) – serie TV, 4 episodi (1959-1962)
- Lotta senza quartiere (Cain's Hundred) – serie TV, episodio 1x22 (1962)
- Ben Casey – serie TV, episodio 1x32 (1962)
- Purex Summer Specials – serie TV, un episodio (1962)
- Car 54, Where Are You? – serie TV, episodio 2x01 (1962)
- The United States Steel Hour – serie TV, episodi 9x02-9x21-10x02 (1961-1962)
- Saints and Sinners – serie TV, episodio 1x11 (1962)
- Carovane verso il West (Wagon Train) – serie TV, episodi 3x31-6x14 (1960-1962)
- Ai confini della realtà (The Twilight Zone) – serie TV, episodi 2x24-4x02 (1961-1963)
- Stoney Burke – serie TV, episodio 1x18 (1963)
- Gli intoccabili (The Untouchables) – serie TV, episodi 3x11-3x22-4x27 (1962-1963)
- Il mio amico marziano (My Favorite Martian) – serie TV, episodio 1x01 (1963)
- Polvere di stelle (Bob Hope Presents the Chrysler Theatre) – serie TV, episodio 1x05 (1963)
- The Bill Dana Show – serie TV, episodio 1x06 (1963)
- Assistente sociale (East Side/West Side) – serie TV, 1 episodio 1x11 (1963)
- Indirizzo permanente (77 Sunset Strip) – serie TV, episodio 6x13 (1963)
- The Outer Limits – serie TV, episodio 1x23 (1964)
- Mr. Novak – serie TV, episodio 2x02 (1964)
- Mr. Broadway – serie TV, episodio 1x03 (1964)
- Ready for the People – film TV (1964)
- Il reporter (The Reporter) – serie TV, episodio 1x13 (1964)
- La parola alla difesa (The Defenders) – serie TV, 5 episodi (1961-1965)
- The Nurses – serie TV, episodi 1x07-1x31-3x20 (1962-1965)
- Slattery's People – serie TV, episodio 1x18 (1965)
- Who Has Seen the Wind? – film TV (1965)
- Gli inafferrabili (The Rogues) – serie TV, episodio 1x24 (1965)
- Profiles in Courage – serie TV, episodi 1x10-1x19 (1965)
- Gli uomini della prateria (Rawhide) – serie TV, episodi 6x04-8x01 (1963-1965)
- Get Smart – serie TV, episodio 1x08 (1965)
- Le cause dell'avvocato O' Brien (The Trials of O'Brien) – serie TV, episodio 1x08 (1965)
- Gunsmoke – serie TV, 4 episodi (1956-1965)
- Combat! – serie TV, episodi 2x04-2x05 (1963-1965)
- Il virginiano (The Virginian) – serie TV, episodi 3x26-4x14 (1965)
- Missione impossibile (Mission: Impossible) – serie TV, episodio 1x17 (1967)
- Capitan Nice (Captain Nice) – serie TV, episodio 1x12 (1967)
- Due avvocati nel West (Dundee and the Culhane) – serie TV, episodio 1x06 (1967)
- Tarzan – serie TV, episodi 1x25-2x06 (1967)
- Cimarron Strip – serie TV, episodio 1x11 (1967)
- L'orso Ben (Gentle Ben) – serie TV, episodi 1x03-1x14 (1967)
- Squadra speciale anticrimine (The Felony Squad) – serie TV, episodio 2x15 (1967)
- Off to See the Wizard – serie TV, episodio 1x21 (1968)
- Alexander the Great – film TV (1968)
- Operazione ladro (It Takes a Thief) – serie TV, episodio 1x04 (1968)
- Good Morning, World – serie TV, episodio 1x26 (1968)
- The Outsider – serie TV, episodio 1x07 (1968)
- Selvaggio West (The Wild Wild West) – serie TV, episodio 4x07 (1968)
- Al banco della difesa (Judd for the Defense) – serie TV, episodi 1x24-2x12 (1968)
- La grande vallata (The Big Valley) – serie TV, episodio 4x15 (1969)
- Bonanza – serie TV, episodi 4x31-9x13-10x20 (1963-1969)
- F.B.I. (The F.B.I.) – serie TV, episodio 4x20 (1969)
- Daniel Boone – serie TV, episodi 2x03-3x26-5x18 (1965-1969)
- Mod Squad, i ragazzi di Greer (The Mod Squad) – serie TV, episodio 2x07 (1969)
- Reporter alla ribalta (The Name of the Game) – serie TV, episodi 1x15-3x08 (1968-1970)
- Giovani avvocati (The Young Lawyers) – serie TV, episodio 1x11 (1970)
- Dan August – serie TV, episodio 1x23 (1971)
- Un uomo per la città (The Man and the City) – serie TV, episodio 1x05 (1971)
- Crosscurrent – film TV (1971)
- Il giovane Dr. Kildare (Young Dr. Kildare) – serie TV, 2 episodi (1972)
- Una storia allucinante – film TV (1972)
- Lo sceriffo del sud (Cade's County) – serie TV, episodio 1x18 (1972)
- Medical Center – serie TV, episodi 1x16-4x11 (1970-1972)
- Lo strangolatore della notte (The Night Strangler) – film TV (1973)
- Ironside – serie TV, episodi 2x23-4x24-6x17 (1969-1973)
- Toma – serie TV, 23 episodi (1973-1974)
- The New Adventures of Perry Mason – serie TV, episodio 1x03 (1973)
- The Starlost – serie TV, episodio 1x06 (1973)
- Key West – film TV (1973)
- The Wide World of Mystery – serie TV, un episodio (1975)
- Kolchak: The Night Stalker – serie TV, 20 episodi (1974-1975)
- S.W.A.T. – serie TV, episodio 1x12 (1975)
- Hawaii Squadra Cinque Zero (Hawaii Five-0) – serie TV, 5 episodi (1968-1975)
- Ellery Queen – serie TV, episodio 1x10 (1975)
- Marcus Welby (Marcus Welby M.D.) – serie TV, episodio 7x16 (1976)
- Ragazzo di provincia (Gibbsville) – serie TV, episodio 1x04 (1976)
- Kojak – serie TV, episodio 4x14 (1976)
- Sulle strade della California (Police Story) – serie TV, episodio 4x11 (1976)
- The Feather and Father Gang – serie TV, episodio 1x14 (1977)
- Young Joe, the Forgotten Kennedy – film TV (1977)
- Nel tunnel dei misteri con Nancy Drew e gli Hardy Boys (The Hardy Boys/Nancy Drew Mysteries) – serie TV, episodio 2x13 (1978)
- La squadriglia delle pecore nere (Baa Baa Black Sheep) – serie TV, 36 episodi (1976-1978)
- Switch – serie TV, episodio 3x17 (1978)
- David Cassidy - Man Undercover – serie TV, 10 episodi (1978-1979)
- Agenzia Rockford (The Rockford Files) – serie TV, 4 episodi (1977-1979)
- Matt e Jenny (Matt and Jenny) – serie TV, episodio 1x23 (1980)
- Charlie's Angels – serie TV, episodi 4x15-5x17 (1980-1981)
- Vega$ – serie TV, episodio 3x17 (1981)
- Bret Maverick – serie TV, episodio 1x06 (1982)
- The Littlest Hobo – serie TV, episodio 3x13 (1982)
- CHiPs – serie TV, episodi 3x09-3x10-5x17 (1979-1982)
- Lou Grant – serie TV, episodio 5x16 (1982)
- Quincy (Quincy M.E.) – serie TV, 4 episodi (1978-1982)
- Tucker's Witch – serie TV, episodio 1x11 (1983)

## Doppiatori italiani
Nelle versioni in italiano delle opere in cui ha recitato, Simon Oakland è stato doppiato da:
- Emilio Cigoli in Psyco, Non voglio morire!, West Side Story
- Gianfranco Bellini in Chi era quella signora?
- Glauco Onorato in Quelli della San Pablo
- Manlio Busoni in L'investigatore
- Mario Bardella in Chato
- Sergio Fiorentini in Toma
- Gino Donato in Ellery Queen
- Renato Mori in Charlie's Angels (ep. 4x14)